# Dean Collins (Tänzer)
Dean Collins (* 29. Mai 1917; † 1. Juni 1984; eigentlicher Name Sol Ruddosky) war ein US-amerikanischer Tänzer, Dozent, Choreograph und Erneuerer des Swing. Ihm wird oft zugeschrieben, den Swing bzw. Lindy Hop aus New York ins südliche Kalifornien gebracht zu haben. Er ist der meistgefilmte Lindy-Hop-Tänzer.
Collins wuchs in Newark auf und begann als Vierzehnjähriger mit seinen beiden älteren Schwestern tanzen zu lernen. Bald tanzte er im Harlemer Savoy Ballroom. 1935 kürte ihn der New Yorker zum Tänzer des Jahres.
1936 zog Collins nach Los Angeles, wo er als Wächter arbeitete, nachts im Diana Ballroom und in den Casino Gardens tanzte und sich seinen Künstlernamen zulegte. Er machte eine Version des Shim Sham volkstümlich, die jetzt Dean-Collins-Shim-Sham genannt wird.
In Los Angeles lehrte Collins von den 1930er Jahren an tanzen. Den Durchbruch schaffte er, als er von RKO Pictures für die Choreographie in dem Film Let’s Make Music (1940) engagiert wurde. Insgesamt choreographierte bzw. tanzte er in fast vierzig Hollywoodfilmen, darunter der Klassiker  Hellzapoppin’ (1941). Unter Collins’ Schülern sind Shirley Temple, Joan Crawford, Cesar Romero, Sylvia Sykes und Arthur Murray.
Jewel McGowan war elf Jahre Collins’ Partnerin, z. B. in Buck Privates (1941) und „Ride ’Em Cowboy“ (1942).